# Victor Wetterström
Victor Emanuel Wetterström (Stoccolma, 27 agosto 1884 – Stoccolma, 11 maggio 1956) è stato un giocatore di curling svedese.

## Biografia
Partecipò all'età di 39 anni ai I Giochi olimpici invernali edizione disputata a Chamonix (Francia) nel 1924, riuscendo a vincere una medaglia d'argento nella Svezia I con i connazionali Ture Ödlund, Johan Petter Åhlén e Carl August Kronlund.
Nell'edizione l'oro andò ai britannici e il bronzo alla Francia.